# Шор, Лев Яковлевич
Лев Яковлевич Шор (род. 10 октября 1935, Капрешты, Сорокский уезд, Бессарабия, Румыния) — советский футболист, игравший на позиции полузащитника. Сыграл 6 матчей в высшей лиге СССР.

## Биография
Родился в еврейской земледельческой колонии Капрешты в Бессарабии, которая в предвоенные годы входила в состав Румынии. Во время Великой Отечественной войны потерял отца, который погиб на фронте, а сам с остальными членами семьи был эвакуирован на восток. После окончания войны вернулся в Молдавию.
Начал заниматься футболом в кишинёвском «Динамо» у тренера Ивана Михайловича Ховжуна, впоследствии с этим тренером неоднократно работал во взрослых командах. Уже в 1954 году выступал в составе «Динамо» на взрослом уровне в первенстве Молдавской ССР. Позднее поступил в Кишинёвский сельскохозяйственный институт (КСХИ) и в 1955 году начал выступать за его команду, в этом сезоне завоевал серебряные медали первенства республики и выиграл Кубок Молдавской ССР. Окончил механизаторский факультет Кишинёвского сельскохозяйственного института.
В 1956 году приглашён в главную команду республики — кишинёвский «Буревестник» (позднее переименован в «Молдову», ныне — «Зимбру»). Дебютный матч в высшей лиге сыграл 7 мая 1956 года в Москве против местного «Торпедо», в котором кишинёвская команда сенсационно победила 4:1. Основным игроком команды стать так и не сумел, сыграв за три сезона лишь шесть матчей в высшей лиге.
В 1959—1960 годах выступал в классе «Б» за бендерский «Локомотив» и кишинёвский «Виерул». С 1961 года решил завершить карьеру на уровне команд мастеров и устроился работать на Кишинёвский тракторный завод, стал играть за его команду в первенстве республики. В 1964 году завоевал серебряные медали первенства МССР, а в 1965 и 1967 становился обладателем Кубка республики, участвовал в матчах Кубка СССР среди КФК.
По окончании спортивной карьеры работал на «Молдавгидромаше», также был детским тренером по футболу. В 1991 году репатриировался в Израиль.

## Семья
Брат Александр тоже был спортсменом, занимался борьбой.